# 1331 w polityce

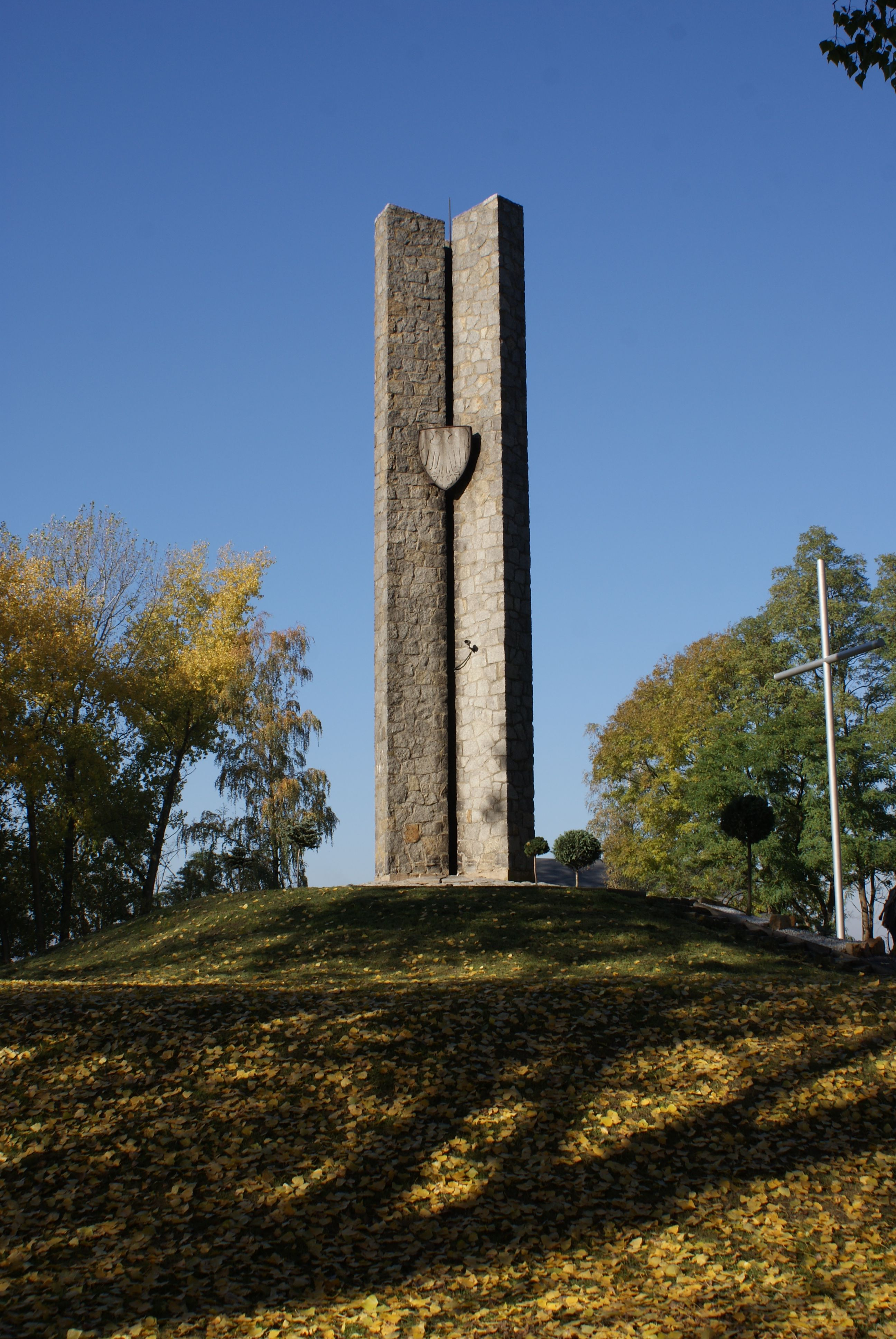
Pomnik na polu bitwy pod Płowcami

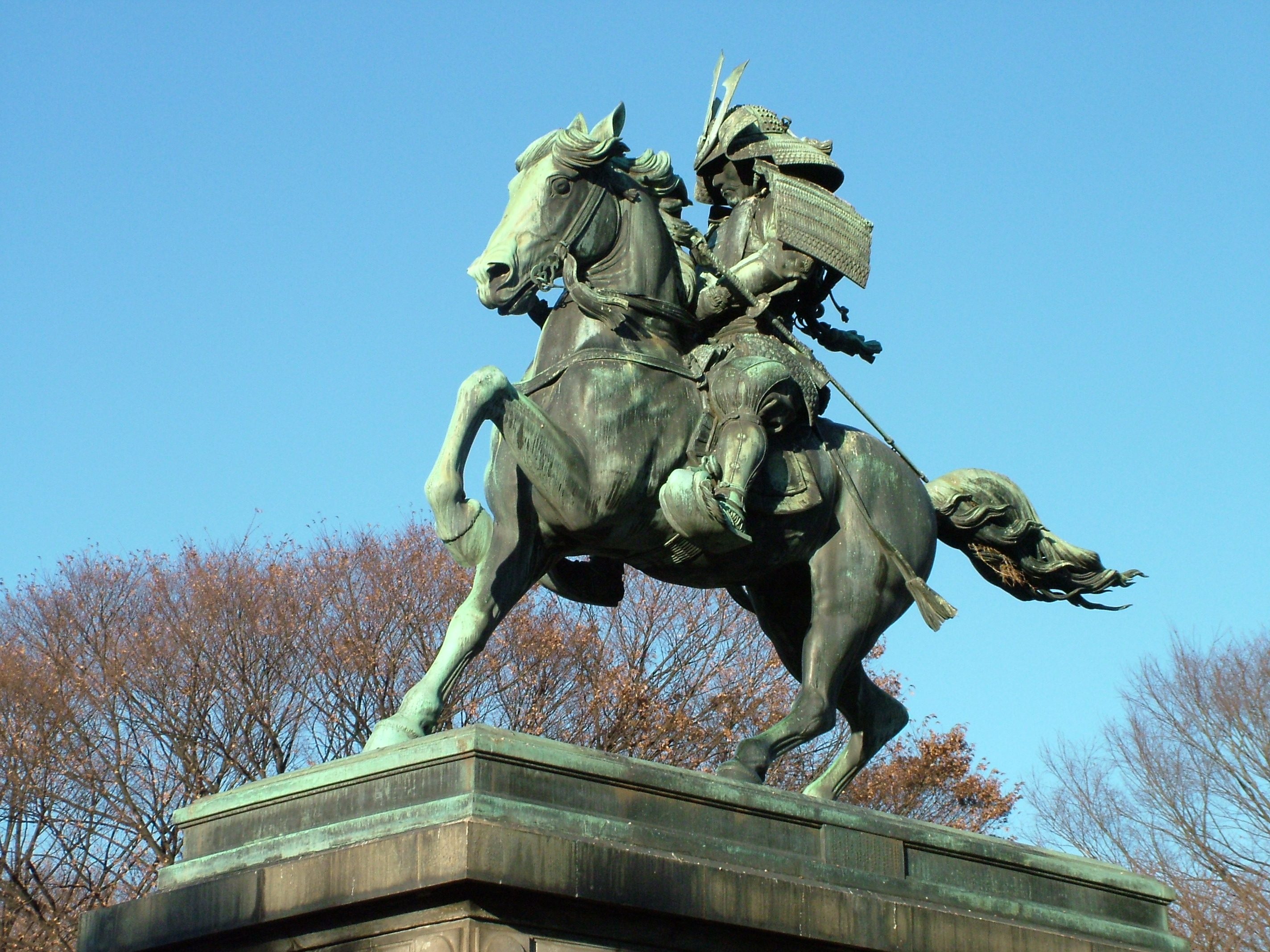
Pomnik japońskiego dowódcy Masashigego Kusunokiego

Wydarzenia polityczne w 1331 roku.

## Wydarzenia
- 27 września Bitwa pod Płowcami[1]. Komtur Henryk Reuss von Plauen dostał się do niewoli[2].
- Początek wojny domowej w Japonii[3].
- Stefan Duszan objął rządy w Serbii[4][5].

## Zmarli
- Beatrycze Sabaudzka (ur. 1310), żona króla Czech Henryka Karynckiego[6].